# Colin Kaepernick
Colin Rand Kaepernick (Milwaukee, 3 november 1987) is een Amerikaans voormalig American football-quarterback die in de NFL bij de San Francisco 49ers speelde. Zijn stil protest tegen politiegeweld, door te knielen tijdens het Amerikaans volkslied voor de wedstrijd, zorgde voor heel wat controverse waardoor geen enkel NFL-team hem nog wilde aanwerven.

## Spelerscarrière
Kaepernick speelde van 2006 tot 2011 college football aan de Universiteit van Nevada, waar hij tweemaal werd benoemd tot Western Athletic Offensive Player of the Year en was de meest waardevolle speler van de 2008 Humanitarian Bowl. 
In 2011 werd Kaepernick geselecteerd door de San Francisco 49ers in de tweede ronde van de NFL Draft. Hij begon er zijn professionele carrière als back-up van Alex Smith, maar werd de starter van de 49ers in het midden van het seizoen 2012, nadat Smith een hersenschudding kreeg. Hij bleef de quarterback van het team voor de rest van het seizoen en leidde de 49ers voor het eerst sinds 1994 naar de Super Bowl. In het seizoen 2013 bereikte Kaepernick met de 49ers het NFC Championship, maar verloor van de Seattle Seahawks. 

## Protestactie
Kaepernick was in 2016 de eerste die knielde -in plaats van te staan- tijdens het spelen van het Amerikaanse volkslied als stil protest tegen politiegeweld en discriminatie. Zijn protestactie is sindsdien regelmatig herhaald door andere football-spelers. Na het seizoen wilde geen enkele club hem nog een contract geven. Hij spande een proces in tegen de NFL voor collusie en bereikte een financiële schikking, maar zijn professionele spelerscarrière kon hij niet hervatten.
In 2018 reikte Amnesty International in Amsterdam de Ambassador of Conscience Award uit aan Kaepernick.

## Miniserie
In 2021 bracht Netflix een mini-serie uit over de jeugd van Kaepernick, genaamd Colin in Black and White. Hierin is Kaepernick te zien als verteller. 